# Montessaux
Montessaux ist eine französische Gemeinde mit 170 Einwohnern (Stand: 1. Januar 2022) im Département Haute-Saône in der Region Bourgogne-Franche-Comté. Die Bewohner werden Montessorés und Montessorées genannt.

## Geographie
Montessaux liegt auf einer Höhe von 324 m über dem Meeresspiegel, acht Kilometer nordöstlich von Lure und etwa 33 Kilometer ostnordöstlich der Stadt Vesoul (Luftlinie). Das Dorf erstreckt sich im östlichen Teil des Departements, in der Ebene von Lure, in der Niederung des Ognon, nahe dem Südwestfuß der Vogesen.
Die Fläche des 3,05 km² großen Gemeindegebiets umfasst einen Abschnitt der Ebene von Lure. Die Schwemmebene am Rand der Vogesen liegt durchschnittlich auf 320 m. Sie wird vom Flusslauf des Ognon durchzogen, der mit mehreren Windungen durch eine ehemals sumpfige Niederung nach Südwesten fließt. Die Talebene wird überwiegend landwirtschaftlich genutzt. Eine rund 10 m hohe Geländestufe leitet nach Süden zur Terrasse von Le Bouset über, die ein lockeres Gefüge von Wiesland und Wald zeigt. Sie besteht aus Sand- und Kiessedimenten, die während des Pleistozäns im Vorfeld der Vogesengletscher abgelagert wurden. Mit 350 m wird auf der Anhöhe Les Viaux die höchste Erhebung von Montessaux erreicht. Das gesamte Gemeindegebiet gehört zum Regionalen Naturpark Ballons des Vosges.
Nachbargemeinden von Montessaux sind Mélisey im Westen und Norden, Saint-Barthélemy im Osten, La Neuvelle-lès-Lure im Süden sowie Saint-Germain im Südwesten.

## Geschichte
Zur Zeit von Kolumban wurde hier um 600 ein Kloster namens Monasterium Salicis gegründet. Im Mittelalter gehörte Montessaux zur Freigrafschaft Burgund und darin zum Gebiet des Bailliage d’Amont. Die lokale Herrschaft hatten zunächst die Herren von Faucogney inne, seit 1339 gehörte das Dorf zur Baronie Mélisey. Zusammen mit der Franche-Comté gelangte das Dorf mit dem Frieden von Nimwegen 1678 definitiv an Frankreich. Heute ist Montessaux Mitglied des Gemeindeverbandes Communauté de communes des 1000 étangs. Montessaux besitzt keine eigene Kirche, es gehört zur Pfarrei Saint-Barthélemy.

## Sehenswürdigkeiten
Im Ortskern sind einige Bauernhäuser aus dem 19. Jahrhundert erhalten, die den traditionellen Stil der Region zeigen. Am Ognon steht eine Mühle, die von 1613 bis 1963 in Betrieb war.

## Bevölkerung
| Jahr                       | 1962 | 1968 | 1975 | 1982 | 1990 | 1999 | 2006 | 2020 |
| Einwohner                  | 113  | 102  | 110  | 134  | 116  | 117  | 146  | 155  |
| Quellen: Cassini und INSEE |      |      |      |      |      |      |      |      |

Mit 170 Einwohnern (1. Januar 2022) gehört Montessaux zu den kleinen Gemeinden des Département Haute-Saône. Nachdem die Einwohnerzahl in der ersten Hälfte des 20. Jahrhunderts deutlich abgenommen hatte (1891 wurden noch 186 Personen gezählt), wurde in den letzten Jahren wieder ein leichtes Bevölkerungswachstum verzeichnet.

## Wirtschaft und Infrastruktur
Montessaux ist noch heute ein vorwiegend durch die Landwirtschaft (Ackerbau, Obstbau und Viehzucht) geprägtes Dorf. Außerhalb des primären Sektors gibt es nur wenige Arbeitsplätze im Ort. In den letzten Jahrzehnten hat sich das Dorf zu einer Wohngemeinde gewandelt. Viele Erwerbstätige sind deshalb Wegpendler, die in den größeren Ortschaften der Umgebung ihrer Arbeit nachgehen.
Die Ortschaft liegt abseits der größeren Durchgangsachsen. Die Hauptzufahrt erfolgt von der Departementsstraße, die von Lure nach Mélisey führt. Weitere Straßenverbindungen bestehen mit Saint-Barthélemy und La Neuvelle-lès-Lure.